# 第八十五号哨戒特務艇
第八十五号哨戒特務艇（だいはちじゅうごごうしょうかいとくむてい）は、日本海軍の未成特務艇（哨戒特務艇）。第一号型哨戒特務艇の37番艇。太平洋戦争の終戦時は未成で、戦後漁船となった。

## 艇歴
マル戦計画の特務艇、第2121号艦型の85番艇、仮称艦名第2205号艦として計画。1944年9月25日、株式会社米子造船所で起工。11月5日、第八十五号哨戒特務艇と命名されて第一号型哨戒特務艇の34番艇に定められ、本籍を舞鶴鎮守府と仮定。
終戦時未成。8月17日、工事中止が発令され船体工程93%で工事中止。戦後、船体は船台上に放置されていたが築地へ回航され、次いで横須賀、さらに長浦へと回航される。
1947年1月11日、横須賀地方復員局所管の特別輸送艦に定められ、艦名を哨特第八十五号と改称し、特別保管艦（特）に指定される。2月1日、行動不能艦艇（特）に定められる。4月15日、特別輸送艦の定めを解かれた。11月22日、在東京アメリカ極東海軍司令部から、本船の漁船への改造許可が出された。1948年、漁船松丸として完成した。